# Ferruccio Botti
Ferruccio Botti (Alseno, 26 luglio 1935 – Parma, 1º febbraio 2008) è stato uno storico italiano.

## Biografia
Pronipote di un omonimo ufficiale garibaldino caduto nella battaglia del Volturno (sepolto nel sacrario di Sant'Angelo in Formis), Botti intraprese nel 1953 la carriera delle armi. Ufficiale di fanteria proveniente dal 12º corso dell'Accademia militare di Modena, in servizio sempre in Friuli (Divisione Mantova, III Brigata missili e Brigata meccanizzata Isonzo), comandò nel 1978-79 il 52º Battaglione fanteria d'arresto di Attimis (erede dei Cacciatori delle Alpi e concluse la sua carriera come colonnello in ausiliaria.
Botti è stato uno dei più prolifici scrittori militari italiani per quantità delle sue opere, tutte in più volumi monumentali, incentrate sulla stretta connessione tra storia militare e pensiero strategico. Attento ricercatore bibliografico, i suoi principali contributi riguardano la storia del pensiero militare, navale e aeronautico (non soltanto italiano) dall'età napoleonica alle soglie del XXI secolo, nonché la storia dei sistemi logistici adottati dall'esercito sardo e poi italiano dal 1831 al 1981.
Membro della Società Italiana di Storia Militare e del Centro interuniversitario di studi e ricerche storico-militari, ha collaborato con gli Uffici Storici dell'Esercito, della Marina e dell'Aeronautica, con il Centro Militare di Studi Strategici e con l'Institut de Stratégie comparéee, nonché con numerosi periodici specializzati (tra cui Rivista Militare, Rivista Marittima, Rivista Aeronautica, Storia Militare, Panorama Difesa e Stratégique). La vedova, signora Rosangela Iussa, ha donato la biblioteca militare del marito (5 000 volumi) al Fondo Militare della Biblioteca Civica "Farinone Centa" di Varallo Sesia.

### Volumi curati
- Domenico Bonamico, Scritti sul potere marittimo (1870-1905), (a cura di F. Botti), Roma, USMM, 1998, pp. 976.

- Arthur T. Mahan, L'importanza del potere marittimo per gli interessi degli Stati Uniti (1897), (a cura di F. Botti), Roma, Forum di Relazioni Internazionali, 1996, pp. 142.

- Amedeo Mecozzi, Scritti scelti sul potere aereo e l'aviazione d'assalto (1920-1970), Commento e note biografiche e bibliografiche di F. Botti, vol. I (1920-43), II (1945-70), Ufficio Storico dell'Aeronautica Militare, Roma, 2006.

- Antoine Henry Jomini, Sommario dell'arte della guerra (1837-1838), traduzione, introduzione, commenti e note a cura di F. Botti, ed. Rivista Militare, Roma, 2008, pp. 247.

### Volumi o parti di volumi
- Il pensiero militare italiano dal primo al secondo dopoguerra 1919-1949, USSME, Roma, 1985 (con Virgilio Ilari), pp. 792.

- La teoria della guerra aerea in Italia dalle origini alla seconda guerra mondiale (1884-1939), Roma, USSMA, 1989 (con Mario Cermelli), p. 607.

- La logistica dell'Esercito italiano (1831-1981),  vol. I (1931-1861), II (1861-1918), III (1919-40), IV tomi I (1940-43), II (1944-1981) e III (illustrazioni), Roma, USSME, 1991-1995. (pp. 960 + 963 + 912 + 468 + 864 + 216).

- Il pensiero militare e navale italiano dalla rivoluzione francese alla prima guerra mondiale (1789-1915), 3 voll., I (1789-1848), II (1848-1870), III (1870-1915), tomo I (la guerra terrestre e i problemi dell'esercito), tomo II (la guerra marittima), Roma, USSME, 1995, 2000 e 2006. (pp. 1120 + 1192 + 1120 + in stampa alla morte).

- L'arte militare del 2000 - uomini e strategie tra XIX e XX secolo, Roma, Rivista Militare, 1998, p. 718.

- La guerra marittima e aerea secondo Romeo Bernotti, Roma, Forum di Relazioni Internazionali, 2000, p. 291.

### Saggi in volumi
- Garibaldi teorico e scrittore militare: realtà di una leggenda, in Garibaldi condottiero. Storia, teoria, prassi. Atti del convegno nazionale di Chiavari (13-15 settembre 1982), a cura di Filippo Mazzonis, Milano, Angeli, 1984, pp. 97-118.

- Note sul pensiero militare italiano dalla fine del secolo XIX all'inizio della 1ª guerra mondiale, in Studi storico-militari 1985, pp. 11-124, 1986, pp. 51-208.

- Il problema militare dal 1900 al 1914 riferito agli aspetti considerati all'epoca minori, in Studi Storico-militari, 1987, pp. 7-108.

- Strategia "continentale" e strategia "mediterranea" nel pensiero militare aeronautico italiano tra le due guerre mondiali, in La figura e l'opera di Giulio Douhet. Atti del Convegno12-14 aprile 1987, Caserta - Pozzuoli, Caserta, Società di Storia Patria di Terra di Lavoro, 1988, pp. 185-201

- La strategia marittima negli anni Venti, in Bollettino d'archivio dell'Ufficio Storico della Marina Militare, 1988, n. 3, pp. 241-258.

- L'evoluzione dell'arte militare marittima all'inizio del secolo attraverso gli scritti di Romeo Bernotti (1897-1912), in Bollettino d'Archivio dell'Ufficio storico della Marina Militare, 1987, n. 2, pp. 161-180.

- La caserma italiana nei primi anni dell'Esercito unitario (1861-1870): infrastrutture, benessere, disciplina, rapporti con l'esterno, in Esercito e città dall'Unità agli Anni Trenta, Perugia, Deputazione di Storia Patria dell'Umbria, 1989, pp. 413-433.

- Giulio Douhet (biografia), in Storia militare d'Italia 1796-1945, Roma, EDITALIA, 1990, pp. 89-99.

- La guerra aerea. Strategia d'impiego: concezioni contrastanti, in L'Italia in guerra: il primo anno (1940), Roma, Commissione italiana di storia militare, 1991, pp. 215-244.

- D'Annunzio solo aviatore e marinaio? Esercito e guerra terrestre nella vita e nell'opera del Vate, in Maria Fede Caproni di Taliedo (a cura di), D'Annunzio e il volo. Atti del Convegno a Castello S. Pelagio, 9-10 agosto 1988, Tradate, Tip. Colombo, 1991, pp. 36-62.

- La guerra aerea, strategia d'impiego: concezioni contrastanti, in Romain H. Rainero, Antonello Biagini(a cura di), Il 1º anno. 1940. Atti del convegno: L'Italia in guerra. Cinquant'anni dopo l'entrata dell'Italia nella 2ª guerra mondiale: aspetti e problemi, Milano, novembre 1990, Roma, Fusa, 1991, pp. 215-243.

- Amedeo Mecozzi, Chef sans partisans, Condottière sans disciples et Prophète sans fideles, in Précurseurs et Prophètes de l'aviation militaire. Atti del Convegno internazionale. Parigi, 8-10 ottobre 1990, Paris, Service Historique de l'Armée de l'Air, 1992, pp. 131-146.

- Medicina e sanità militare della prima alla seconda guerra mondiale (1915-1943), in Francesco Leoni (a cura di), La storia della medicina nella società e nella cultura contemporanee. Atti del Convegno Internazionale. Frascati, 29-30 giugno 1991, Roma, Apes, 1992, pp. 141-156.

- I problemi logistici del 2º anno di guerra: aspetti interforze, in Romain H. Raniero, Antonello Biagini (a cura di), Il 2º anno, 1941. Atti del Convegno: L'Italia in guerra. Cinquant'anni dopo l'entrata dell'Italia nella 2ª guerra mondiale: aspetti e problemi, Roma, Commissione Italiana di Storia Militare, 1992, pp. 291-324.

- Il terzo anno di guerra: strategia e logistica in un'ottica interforze, in Romain H. Raniero, Antonello Biagini (a cura di), Il 3º anno, 1942. Atti del Convegno: L'Italia in guerra. Cinquant'anni dopo l'entrata dell'Italia nella 2ª Guerra mondiale: aspetti e problemi, Gaeta, Stabilimento Grafico Militare, 1993, pp. 225-272.

- La guerra civile 1861-1865 negli Stati Uniti e la guerra ispano - americana: valutazioni e ammaestramenti nel pensiero militare italiano coevo, in Paolo Alberini, Michele Nones (a cura di), La scoperta del nuovo mondo e la sua influenza nella storia militare. Atti del XVIII Congresso internazionale di Storia Militare, Torino 30 agosto-5 settembre 1992, Roma, s.n., 1993, pp. 473-501.

- La logistica dei poveri: organizzazione dei rifornimenti e amministrazione dell'Esercito nel 1940, in Studi Storico Militari, 1992, Roma, USSME, 1994, pp. 407-443

- Aspetti logistici e amministrativi delle campagne coloniali italiane, in Fonti e problemi della politica coloniale italiana, vol. II. Atti del Convegno Taormina - Messina, 23-29 ottobre 1989, Roma, Ministero dei Beni Culturali ed Ambientali, 1996, pp. 1124-1149.

- I generali italiani e il problema dei corazzati: la riunione tenuta dal generale Pariani il 23 e il 24 novembre e i suoi riflessi, in Studi Storico Militari, 1993, Roma, USSME, 1996, pp. 195-239.

- L'organizzazione della nazione per la guerra nel 1914-1918: aspetti interforze e rapporti Esercito - Marina, in Studi Storico Militari, 1994, Roma, USSME, 1996, pp. 574-614.

- Note biografiche e bibliografiche sugli scrittori militari e navali della prima metà del secolo XIX, in Studi Storico Militari, 1995, Roma, USSME, 1998, pp. 1-102.

- Tra Douhet e Mecozzi: la teoria del potere aereo nel pensiero e nell'azione di Italo Balbo, in Atti del Convegno Internazionale nel Centenario della nascita di Italo Balbo, Roma, 7-8 novembre 1996, Roma, USSMA, 1998, pp. 371-392.

- La penseé stratégique italienne de 1789 à 1915, in Hervé Coutau-Bégarie, Bruno Colson (a cura di), Penseé Stratégique et Humanisme. Atti del Convegno a Namur (Belgio) 19-21 maggio 1999, Paris, Economica, 2000, pp. 227-271.

- Voce: Italiens (Théoriciens), in Thierry de Montbrial e Jean Klein Dictionnaire de Stratégie, Paris, Presses Universitaires de France, 2000, pp. 320-323.

- L'eredità geopolitica e geostrategica dell'800 e la riforma dell'Esercito in due studi all'inizio del nostro secolo, in Studi Storico Militari, 1997, Roma, USSME, 2000, pp. 389-402.

- Profeti inascoltati e "Maîtres à penser": loro importanza nel pensiero militare e nella sua storia, in Antonello Biagini, Paolo Alberini (a cura di), 2. Convegno nazionale di storia militare. Acta del convegno di studi tenuto a Roma presso il Centro alti studi della difesa il 28-29 ottobre 1999, Roma, s.n. (Stab. graficomilitare), 2001, pp. 165-229.

- Dalla cittadella del secolo XVI alla "linea Maginot" francese del 1940: alcuni esempi del legame tra fortificazione e realtà politico-sociale, in Carla Sodini (a cura di), Frontiere e fortificazioni di frontiera. Atti del seminario internazionale di studi (Firenze-Lucca, 3-5 dicembre 1999), Firenze, EDIFIR, 2001, pp. 219-227.

- L'adeguamento formativo, addestrativo e logistico delle Forze Armate alle nuove esigenze delle missioni internazionali, in Romain H. Rainero, Paolo Alberini (a cura di), Missioni Militari italiane all'estero in tempo di pace (1946-1989). Atti del Convegno a Napoli, 27-28 novembre 2001, Roma, s.n., 2001, pp. 79-104.

### Articoli su riviste
- Da Clausewitz a Douhet alla ricerca dell'arma assoluta. Wells, Ader e Douhet: chi fu il primo?, in Rivista Aeronautica,  n. 1, gennaio-febbraio, 1985, pp. 8; n. 4, luglio-agosto, 1985, pp. 28; n. 6, novembre-dicembre, 1985, pp. 22.

- Clausewitz e la strategia marittima, in Rivista Marittima, a. CXVIII, febbraio, 1985, pp. 80-88.

- Mecozzi 1939 - 1941: luci e ombre di una dottrina, in Rivista Aeronautica, n. 6, novembre-dicembre, 1986, pp. 2.

- Caratteri, limiti, aspetti di attualità degli scritti militari del generale De Gaulle fino al 1940, in Rassegna dell'Arma dei Carabinieri, n. 4, luglio-agosto, 1986, pp. 20-43

- Caratteri, limiti, aspetti di attualità degli scritti militari del generale De Gaulle fino al 1940, in Rassegna dell'Arma dei Carabinieri, n. 4, luglio-agosto, 1986, pp. 20-43

- La condizione militare: riflessioni sul passato e sul presente, in Rivista Aeronautica, n. 5, settembre-ottobre, 1986, pp. 7

- Clément Ader e l'aviazione navale, in Rivista Marittima, a. CXIX, luglio, 1986, pp. 91-101

- Il comandante J.M. Kenworthy: un Douhet inglese?, in Rivista Aeronautica, n. 5, settembre-ottobre, 1987, pp. 14

- L'evoluzione dell'Arte militare marittima all'inizio del secolo [XX], attraverso gli scritti di Romeo Bernotti (1897-1912), in Bollettino d'Archivio dell'Ufficio Storico della Marina Militare, a. I, n. 2, dicembre, 1987, pp. 161-178

- Douhet, Balbo e la moda delle biografie, in Rivista Aeronautica, n. 2, marzo-aprile, 1987, pp. 2

- Il problema dell'addestramento delle reclute nel secolo XIX secondo il generale Agostino Ricci, in Rassegna dell'Arma dei Carabinieri, n. 3, maggio-giugno, 1987, pp. 53-59

- La "correlazione terrestre - marittima": un precedente italiano dell'attuale cooperazione interforze all'inizio del secolo XX, in Rivista Marittima, a. CXX, novembre, 1987, pp. 61-70; dicembre, pp. 81-90.

- Esercito e Armata navale nel pensiero militare terrestre dalla fine del secolo XIX all'inizio della prima guerra mondiale, in Rivista Marittima, a. CXX, dicembre, 1987, pp. 81-90.

- La "nave invulnerabile" e le teorie del generale Cavalli: dal vascello in legno alla nave corazzata, in Rivista Marittima, a. CXXI, luglio, 1988, pp. 107-118.

- Da flotta secondaria a grande Marina: la strategia marittima italiana negli anni Trenta, in Bollettino d'Archivio dell'Ufficio Storico della Marina Militare, a. II, n. 4, dicembre, 1988, pp. 135-157.

- La strategia marittima [italiana] negli anni Venti, in Bollettino d'Archivio dell'Ufficio Storico della Marina Militare, a. II, n. 3, settembre, 1988, pp. 241-258.

- Ferruccio Botti, I riflessi strategici della guerra totale: navi e mezzi aerei nel bombardamento contro le città, in Bollettino d'Archivio dell'Ufficio Storico della Marina Militare, a. III, n. 1-2, marzo-giugno, 1989, pp. 199-210.

- Il pensiero di Amedeo Mecozzi negli anni Venti: origini e prospettive dell'aviazione d'assalto, in Rivista Aeronautica, n. 1, gennaio-febbraio, 1989, pp. 2.

- Il pensiero di Amedeo Mecozzi negli anni Trenta: la "concezione totalitaria”dell'aviazione d'assalto, in Rivista Aeronautica, n. 4, luglio-agosto, 1989, pp. 2.

- Dal "Sea Power” al "Sea Control": gli odierni nodi della strategia marittima, in Rivista Marittima, a. CXXII, luglio, 1989, pp. 21-34.

- Douhet e Mecozzi: le due anime dell'Aeronautica, in Panorama Difesa, n. 54, giugno, 1989, pp. 70-77.

- La campagna del 1866: cooperazione Esercito - Marina e trasporto via mare, in Rivista Marittima, a. CXXII, febbraio, 1989, pp. 87-100

- La strategia aerea. Dalla "Fortezza Volante”allo "Stealth", in Rivista Aeronautica, n. 2, marzo-aprile, 1990, pp. 18

- La "Maritime Strategy" degli Stati Uniti e l'esperienza delle guerre napoleoniche, in Informazioni Parlamentari Difesa, n. 5, 1990, pp. 69-72

- Aspetti marittimi del pensiero di Amedeo Mecozzi, in Rivista Marittima, a. CXXIII, ottobre, 1990, pp. 97-112

- Il pensiero di Amedeo Mecozzi nel secondo dopoguerra: bilancio e prospettive, in Rivista Aeronautica, n. 2, marzo-aprile, 1991, pp. 24

- Da Trafalgar al Golfo Persico, in Rivista Marittima, a. CXXIV, dicembre, 1991, pp. 27-42

- Grecia 1940-1941: una vittoria di Pirro, in Panorama Difesa, n. 81, ottobre, 1991, pp. 68-77

- Cultura e storia militare: che cosa leggere?, in Informazioni della Difesa, n. 4, luglio-agosto, 1992, pp. 21-26

- Mussolini, i generali e la sconfitta: a chi spettano le maggiori responsabilità?, in Panorama Difesa, n. 93, novembre, 1992, pp. 86-94.

- L'Arsenale di Piacenza, in Panorama difesa, 1993, n. 101, pp. 72-78.

- Il nuovo continente e il potere marittimo: da Cristoforo Colombo alla guerra di secessione americana 1861-1865, in Rivista Marittima, a. CXXVI, gennaio, 1993, pp. 15-26

- Dal Libro Bianco della Marina del 1973 a quello della Difesa del 1985, in Rivista Marittima, a. CXXVI, dicembre, 1993, pp. 15-32

- Potere militare, marittimo e aeromarittimo, in Rivista Marittima, a. CXXVI, agosto-settembre, 1993, pp. 15-35

- Dalla guerra di nazioni alle missioni di pace: tramonto della strategia napoleonica?, in Informazioni della Difesa, n. 6, novembre-dicembre, 1993, pp. 28-37.

- Il vero messaggio della trincea (1915-1918), in Storia militare, a. I, n. 1, ottobre, 1993, pp. 45-49.

- Dalla ricerca della vittoria alle missioni di pace: prime tappe della teoria strategica nel secolo XIX, in Informazioni della Difesa, n. 4-5, luglio-ottobre, 1993, pp. 67-74.

- L'8 settembre 1943 sulla corazzata "Giulio Cesare", in Storia militare, a. I, n. 3, dicembre, 1993, pp. 7-14.

- Strategia e guerra aerea nel 1939-1940, in Rivista Aeronautica, n. 2, marzo-aprile, 1994, pp. 100.

- Il pensiero navale europeo nella prima metà del secolo XIX, in Rivista Marittima, a. CXXVII, novembre, 1994, pp. 27-41.

- Come non ci si prepara a una guerra (riflessioni sulla politica militare italiana tra i due conflitti mondiali), in Storia militare, a. II, n. 4, gennaio, 1994, pp. 42-48.

- Il ruolo del potere aereo nella dottrina d'impiego terrestre , in Rivista Aeronautica, n. 1, gennaio-febbraio, 1995, pp. 10.

- Le général Durando inventeur du concept de Géostratégie (1846), in Stratégique, n. 58, 2, 1995, pp. 121-137.

- Un dialogue de sourds: l'aviation et la guerre maritime en Italie dans l'entre - deux guerres, in Stratégique, n. 59, 3, 1995, pp. 83-121.

- Alcune idee per una bibliografia di strategia marittima, in Rivista Marittima, a. CXXIX, giugno, 1996, pp. 15-20.

- Aerei e missili , in Rivista Aeronautica, n. 4, luglio-agosto, 1996, pp. 20.

- L'aviazione navale in Italia agli inizi del secolo XX: un raffronto con le intuizioni precorritrici di Clément Ader, in Rivista Marittima, a. CXXIX, dicembre, 1996, pp. 71-84.

- Gaetano Filangieri, précurseur de la "Nation Armée”et de la prééminence des forces maritimes, in Stratégique, n. 68, 4, 1997, pp. 111-127.

- Il potere marittimo tra passato e presente: Mahan è ancora vivo?, in Rivista Marittima, a. CXXX, ottobre, 1997, pp. 15-23.

- L'evoluzione dello Stato Maggiore Generale dal 1925 al 1941, in Informazioni della Difesa, n. 1, gennaio-febbraio, 1997, pp. 19-27.

- Il ruolo geopolitico e militare dell'Italia in Europa e nel Mediterraneo: spunti di attualità negli scrittori della Restaurazione (1815-1848), in Informazioni della Difesa, n. 6, novembre-dicembre, 1997, pp. 31-37.

- Le vere origini degli Alpini, in Panorama Difesa, n. 139, gennaio, 1997, pp. 60-66.

- Realtà e ragioni di una guerra perduta (dal diario del Maresciallo Cavallero), in Panorama Difesa, n. 142, aprile, 1997, pp. 62-69.

- Gaetano Filangieri Precursore della "Nazione Armata", in Rivista Militare, n. 4, luglio-agosto, 1998, pp. 108-117.

- Perché, come e quando è nata la strategia navale?, in Rivista Marittima, a. CXXXI, ottobre, 1998, pp. 15-26.

- L'evoluzione dello Stato Maggiore Generale (poi della Difesa) dal 1945 al 1997, in Informazioni della Difesa, n. 6, novembre-dicembre, 1998, pp. 24-30.

- Il potere aereo, nuova linea Maginot dell'Occidente, in Panorama Difesa, n. 168, giugno, 1999, pp. 18-23.

- Storia, strategia e strategia navale, in Rivista Marittima, a. CXXXII, ottobre, 1999, pp. 25-37.

- Vittorie o campanelli d'allarme? - analisi critica delle campagne d'Etiopia, di Spagna e d'Albania, in Storia militare, a. VII, n. 70, luglio, 1999, pp. 51-56

- Rivoluzione o mutamento? Le fondamenta storiche e teoriche della strategia occidentale, in Informazioni della Difesa, n. 3, maggio-giugno, 1999, pp. 8-17.

- À la recherche de Clausewitz en Italie: souvent cité, peu appliqué, in Stratégique, n. 78-79, 2-3, 2000, pp. 141-167.

- Aerei contro navi: gli esperimenti del 1921 condotti dal generale Mitchell negli Stati Uniti, in Storia militare, a. VIII, n. 85, ottobre, 2000, pp. 34-39.

- Dalla strategia aerea alla strategia spaziale: parte 1a Considerazioni preliminari, in Informazioni della Difesa, n. 2, marzo-aprile, 2000, pp. 39-48. Dalla strategia aerea alla strategia spaziale: parte 2a Tra Clausewitz e Jomini: spunti per una teoria della guerra spaziale, ibidem, n. 5, settembre-ottobre, 2000, pp. 42-49.

- Thaon di Revel è stato sostenitore della portaerei o della corazzata?, in Storia militare, a. VIII, n. 87, dicembre, 2000, pp. 46-48.

- Quel fatale 1940, in Storia militare, a. VIII, n. 76, gennaio, 2000, pp. 47-52.

- Le Marine nel secolo XX, in Rivista Marittima, a. CXXXIV, febbraio, 2001, pp. 23-34.

- La Marina italiana nel XX secolo, in Rivista Marittima, a. CXXXIV, luglio, 2001, pp. 33-50.

- Fleet in being? Le forze navali da battaglia italiane nella grande guerra, in Storia militare, a. IX, n. 91, aprile, 2001, pp. 38-44

- Naissance, développement et déclin de la géographie militaire en Italie (XIXe - XXe siècles), in Stratégique, n. 81, 1, 2001, pp. 41-46.

- I dizionari di marina italiani: patrimonio obsoleto? in Rivista Marittima, a. CXXXV, gennaio, 2002, pp. 13-26; febbraio, 2002, pp. 13-22; maggio, 2002, pp. 13-29.

- Da Punta Stilo a Malta: che cosa hanno fatto le corazzate italiane nel 1940 - 1943?, in “Storia militare”, a. X, n. 102, marzo, 2002, pp. 49-56

- Considerazioni sul prevedibile crollo dell'Italia nell'estate 1943, in Storia militare, a. X, n. 103, aprile, 2002, pp. 52-57.

- Da Mahan a Douhet?, in Rivista Marittima, a. CXXXVI, giugno, 2003, pp. 35-44.

- Ancora su Amedeo Mecozzi, in Storia militare, a. XII, n. 116, maggio, 2003, pp. 55-56.

- Contro la guerra di squadra e le grandi navi: le teorie "controcorrente”del comandante Bonamico e dell'ammiraglio Aube nella seconda metà del XIX secolo, in Bollettino d'Archivio dell'Ufficio Storico della Marina Militare, a. XVIII, settembre, 2004, pp. 131-157.

- Pariani, Cavagnari e Valle: tre primari artefici della sconfitta 1940-1943, in Storia militare, a. XII, n. 124, gennaio, 2004, pp. 40-44; n. 125, febbraio, 2004, pp. 35-41; n. 126, marzo, 2004, pp. 35-39.

- La guerra dei convogli 1940-1943. Un'analisi storica in un quadro interforze, in Storia militare, a. XIII, n. 137, febbraio, 2005, pp. 35-44.

| Controllo di autorità | VIAF (EN) 74066801 · ISNI (EN) 0000 0000 7841 0430 · SBN CFIV158376 · LCCN (EN) no95040584 · GND (DE) 1126202150 · BNF (FR) cb14412050n (data) · J9U (EN, HE) 987007425859305171 |